# Belagerung von Bremgarten
Etzel · Pfäffikon · Grüningen I · Freienbach · Blickensdorf · Hirzel · Bremgarten · Regensberg · Grüningen II · St. Jakob an der Sihl · Greifensee · St. Jakob an der Birs · Erlenbach I · Koblach · Sargans · Wil · Kirchberg · Wolfhalden · Obertoggenburg · Wigoltingen · Erlenbach II · Männedorf · Wollerau · Ragaz
Die Belagerung von Bremgarten war ein militärischer Konflikt, der vom 30. Mai bis zum 3. Juni 1443 im Verlaufe des Alten Zürichkriegs im heutigen Kanton Aargau ausgetragen wurde. Die Gegner waren auf der einen Seite Truppen der Stadt Bremgarten, auf der anderen Seite Truppen der eidgenössischen Orte.

## Vorgeschichte

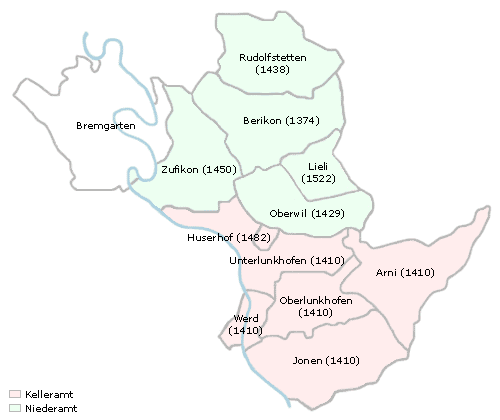
Niedergerichtsherrschaften der Stadt Bremgarten.

Ab 1374 hatte das habsburgische Bremgarten begonnen, eine eigene ansehnliche Gerichtsherrschaft aufzubauen, indem es die Niedere Gerichtsbarkeit in den östlich der Stadt gelegenen Dörfern erwarb und diese fortan als Kelleramt organisierte.
Nach der Eroberung des Aargaus 1415 durch die Eidgenossen hatte Bremgarten mit Zürich, das in der Folge die Hohe Gerichtsbarkeit von den Habsburgern übernahm, einen Burgrechtsvertrag abgeschlossen und stand deshalb auch während des Alten Zürichkriegs auf Seiten der Zürcher und Habsburger. Noch kurz vor dem erneuten Kriegsausbruch erneuerte Bremgarten am 19. Mai 1443 das Burgrecht und stellte sich damit auch in dieser Phase des Krieges auf die Seite Zürichs.
Nach der für Zürich verheerenden Schlacht am Hirzel am 24. Mai vereinigten sich die eidgenössischen Kontingente von Luzern, Uri, Unterwalden und Zug am 25. Mai nachmittags mit den Truppen von Schwyz und Glarus, die nach der Schlacht bei Freienbach zum Zuzug gemahnt wurden und gleichentags von dort aufbrachen. Am 26. Mai (einem Sonntag) wurde Horgen überfallen und in Brand gesteckt, auch in der dortigen Kirche wurde gewütet. Dann zog das vereinigte eidgenössische Heer nach Thalwil, wo es ein Nachtlager aufschlug. Nachdem auch dieser Ort gebrandschatzt worden war, zogen die Eidgenossen am 27. Mai über Rüschlikon – das ebenfalls in Flammen aufging – nach Kilchberg, wo sie sich drei Tage lang in der Nähe von Zürich aufhielten. Sie erwogen jedoch nicht ernsthaft, die Stadt zu belagern. Vielmehr bestand wohl die Hoffnung, dass die Zürcher sich entweder einer Schlacht stellen oder gar von sich aus einlenken würden. Von Zürich aus erfolgten einige kleinere berittene Ausfälle, deren Wirkung allerdings begrenzt blieb. Auf eine grössere Schlacht liessen sich die Zürcher nicht ein.
Die Reichsstadt Bern hatte sich bislang eher zögerlich und vermittelnd verhalten. Sie schickte noch in diesen Tagen den Ritter Hans von Erlach nach Zürich, um die dortige Führung vom Bund mit Österreich abzubringen und sie dem bundesgemässen eidgenössischen Schiedsgericht zu unterstellen. Wohl als Machtdemonstration und um den Forderungen mehr Nachdruck zu verleihen, mobilisierte Bern währenddessen seine Truppen in Langenthal und mahnte seinen Verbündeten Solothurn, sich mit dessen Truppen anzuschliessen. Am 27. Mai erreichte eine Schwyzer Gesandtschaft die sich in Langenthal besammelnden Berner, um sie zum Kriegseintritt gegen Zürich zu bewegen. Am selben Tag entschied sich Bern – angeblich nach einer flammenden Rede des Schwyzer Gesandten Ulrich Lilli – Zürich und der Herrschaft Österreich abzusagen. Die Kriegserklärung an Österreich datiert vom 27. Mai, die an Zürich vom 28. Mai. Berns Bündnispartner Solothurn erklärte den Krieg ebenfalls am 28. Mai. Die beiden Städte setzten daraufhin ihre Truppen in Richtung Lenzburg in Marsch.
Daraufhin entschieden die Eidgenossen vor Zürich, gegen die Verbündeten der Stadt in den Gemeinen Herrschaften, namentlich in der Grafschaft Baden und im Freiamt vorzugehen; dies richtete sich insbesondere gegen die Städte Bremgarten, Mellingen und das sich für neutral erklärende Baden. Am 29. Mai brachen sie auf, setzten Kilchberg mitsamt der Kirche in Brand und zogen brennend und raubend über Adliswil und den Albis ins Freiamt Affoltern vor, wo sie in Lunkhofen in sicherer Entfernung von Bremgarten das Lager aufschlugen und das Eintreffen der Berner und Solothurner abwarteten.
Bremgarten war für eine Belagerung gut gerüstet; Zürich hatte die Stadt zuvor durch die Beistellung des städtischen Büchsenmeisters und weiteren Hilfsmassnahmen unterstützt. Von einer Verstärkung durch weitere Truppen sah man allerdings ab mit der Begründung, dass die Stadt für eine Verteidigung ausreichend gerüstet sei. Mauern und Türme waren in Belagerungsstand und mit Geschütz versehen. Der einzige Zugang in der Au war verschanzt und die Reuss wurde drei Klafter (etwa fünf Meter) weit hinaus unschiffbar gemacht. Damit war der Bremgartner Schultheiss zuversichtlich, bis zu einem Entsatz aushalten zu können.

## Die Belagerung

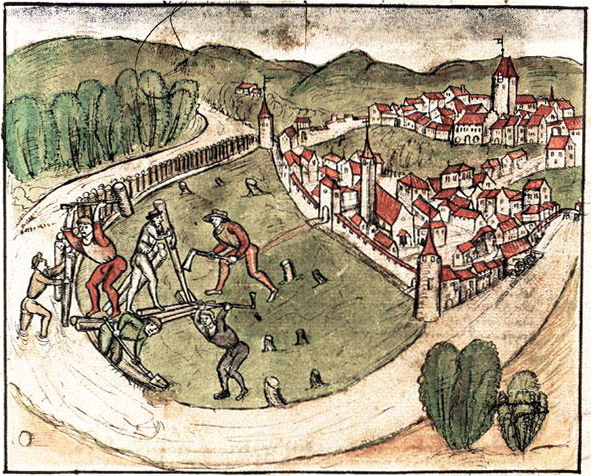
Die belagerte Stadt Bremgarten 1443.

Am 30. Mai erschienen die Eidgenossen vor Bremgarten und forderten die Stadt zur Übergabe und zur Aufkündigung des Burgrechts mit Zürich auf. Die Innerschweizer machten Bremgarten sogar das Angebot, sich als gleichberechtigtes Mitglied der Eidgenossenschaft anzuschliessen. Die Bremgarter lehnten dies ab, da sie mehrheitlich noch immer zu den Habsburgern hielten und von der Dauerhaftigkeit der Eidgenossenschaft nicht überzeugt waren. Um Zeit zu gewinnen, fragten sie bei Zürich nach, ob man sie freiwillig aus dem Burgrecht entlasse oder ob mit baldigem Entsatz zu rechnen sei. Eine Hoffnung erweckende Antwort erfolgte sowohl von Markgraf Wilhelm von Hachberg als auch von der Stadt Zürich; letztere versprach sogar einen Entsatz innerhalb eines Monats, so dass man Bremgarten nicht aus dem Burgrecht entlassen könne; sie sollen vielmehr ihre Stadt nicht übergeben.
Unterdessen zwangen Bern und Solothurn auf ihrem Marsch über Lenzburg nach Bremgarten die Stadt Mellingen zur Aufgabe. Am 31. Mai bat diese die Stadt Zürich um sofortige Hilfe, da sie andernfalls den Gegebenheiten entsprechend handeln müsste.
Nachdem Bremgarten den Eidgenossen den Einlass verwehrt hatten, erklärten der Schwyzer Landammann Ital Reding der Ältere und der Luzerner Hauptmann Petermann von Lütishofen im Namen von Luzern, Schwyz, Glarus, Uri, Unterwalden und Zug den Bremgartern am 1. Juni förmlich den Krieg. Die Eidgenossen nahmen die Belagerung vor dem Oberen Tor auf, und die Eidgenossen begannen umgehend, die Stadt mithilfe der grossen Büchsen der Luzerner von der Ostseite her zu beschiessen. Gegen Abend dieses Tages erschienen die Berner und Solothurner, die inzwischen auf dem Weg von Langenthal über Lenzburg die Stadt Mellingen zur Kapitulation bewegt haben, am westlichen Reussufer in Bremgarten, worauf die Stadt auch von dieser Seite ununterbrochen von den Geschützen der Berner schwer beschossen wurde. Bremgarten hielt weitere zwei Tage durch, doch musste der Schultheiss aufgrund der massiven Beschädigungen des Mauerwerks schliesslich in Unterhandlungen eintreten. In dieser Phase langte aufgrund des bisherigen Kriegsverlaufs und des Kriegseintritts Berns und Solothurns auch eine Gesandtschaft der Stadt Baden bei den Eidgenossen an, um die Kapitulation ihrer Stadt und die Übergabe der Schlüssel anzubieten. Ital Reding der Jüngere wurde nach Baden entsandt, um die Huldigung entgegenzunehmen.
Die offizielle Kapitulation Bremgartens erfolgte schliesslich am 3. Juni. Die Übergabe sollte unter der Bedingung erfolgen, dass Bremgarten bei den bisherigen Rechtsverhältnissen und Vereinbarungen mit den Eidgenossen verbleiben sollte. Bremgarten hatte die Stadt für die Eidgenossen offenzuhalten. Auf die Platzierung einer eidgenössischen Besatzung wurde dagegen verzichtet. Die adeligen Bewohner flohen nach Zürich, und der Zürcher Büchsenmeister fiel in die Hände der Eidgenossen, so dass sich Markgraf Wilhelm von Hachberg genötigt sah, den Büchsenmeister von Freiburg im Breisgau als Ersatz anzufordern. 

## Folgen
Das Heer der Eidgenossen zog noch am selben Tag nach Baden, um die Huldigung dieser Stadt zu empfangen und die ganze Grafschaft inklusive Klingnau und Kaiserstuhl den Treueeid schwören zu lassen. Noch am 4. Juni bot Zürich – viel zu spät – der Stadt Baden schriftlich 200 Kriegsknechte zur Unterstützung an und dementierte Gerüchte, dass der Markgraf von Hachberg aus Zürich geflohen sei. Gleichentags setzte das eidgenössische Heer nach Abstellung einer Garnison in Baden über die Limmat, um den Feldzug gegen das Stadtzürcher Territorium fortzusetzen und als nächstes Ziel gegen Herrschaft und Städtchen Regensberg vorzugehen.
Nachdem der erste eidgenössische Feldzug des Jahres 1443 nach der Zweiten Belagerung von Grüningen am 18. Juni beendet wurde und deren Kontingente in die Heimat zurückkehrten, sollte Bremgarten in der Nacht vom 23. auf den 24. Juni im Handstreich genommen werden, da man in der Stadt noch zahlreiche Anhänger der züricherischen Seite wusste. Die Zürcher marschierten um vier Uhr nachmittags los und erreichten Bremgarten bei hereinbrechender Nacht. Es wurden bereits Leitern angesetzt und der Sturm sollte beginnen, als den Zürchern gewahr wurde, dass die Bremgarter zu einer entschlossenen Verteidigung bereit waren. Offensichtlich war die Stadt zuvor bereits gewarnt worden, so dass der Plan aufgegeben wurde und die Truppen nach Zürich zurückkehrten. Daher scheiterte der Plan durch Verrat, obschon man zuvor die Stadttore Zürichs zuvor verschlossen hatte, damit keine Warnung nach aussen dringen konnte. Die militärische Geheimhaltung war – nebst der allgemeinen Disziplin – in Zürich nur schwer aufrechtzuerhalten, da es kaum gelang, die Kontaktaufnahme von Angehörigen der eidgenössischen Partei mit dem Gegner zu unterbinden. Im Zusammenhang mit diesem Misserfolg soll Marschall Thüring II. von Hallwyl gegenüber umstehenden Zürchern verärgert geäussert haben: «Ir hand ain hüpsch guot rathus, aber es hat gar tünn muren; was man darinn redt, das hört man gar wit.» Am 1. Juli warnte von Hallwyl Bremgarten, die Stadt solle keine eidgenössische Besatzung aufnehmen, da man in Zürich mit so grossem Zuzug rechne, dass eine weitere Anlehnung an die Eidgenossen nur zu ihrem Schaden sein könne.
Am 2. Juli wurden die Verhältnisse in den Gemeinen Herrschaften im heutigen Kanton Aargau neu geordnet; in verschärfter Form wurden die Hoheitsrechte der Eidgenossen klargelegt. Das Burgrecht Bremgartens mit Zürich wurde für nichtig erklärt, die Verpflichtungen in Bremgarten und Mellingen gegenüber Zürich wurden an Bern übertragen und Zürich wurde aus der Mitherrschaft in der Grafschaft Baden (wo anstelle Zürichs Uri aufgenommen wurde) und im Freiamt ausgeschlossen. Die Stadt Baden erhielt die Anweisung, die Stadt für die Eidgenossen stets offenzuhalten, doch konnte Baden im gegenwärtigen Krieg neutral bleiben.
Am 6. Juli folgte ein österreichischer Plünderungszug in die Grafschaft Baden, welcher mit 500 Berittenen und 600 Kriegsknechten durchgeführt wurde. Hierbei wurden vier Bauern getötet und 13 Dörfer gingen in Flammen auf. Am 15. Juli scheiterte ein weiterer Versuch der Zürcher, Bremgarten zu besetzen. Dies hatte zur Folge, dass die Stadt nun eine eidgenössische Garnison erhielt; auch Mellingen und Baden mit Besatzungen versehen. Aus Bremgarten flohen mehrere Sympathisanten der Gegenseite, welchen deren Frauen und Kinder nachgeschickt wurde.
Im März 1445 folgte ein weiterer erfolgloser Zug der Zürcher gegen Bremgarten. Daraufhin wurden Göslikon sowie Nieder- und Oberwil in Brand gesteckt und einige Dorfwächter getötet.
Im September 1445 versuchte der bekannte Fehdeunternehmer Hans von Rechberg erneut erfolglos, Bremgarten zu besetzen; Rechberg wurde bei einem missglückten Überfall auf Brugg am 9./10. Oktober verwundet. Am 26. Oktober dieses Jahres schickten die Zürcher erneut Truppen, die die Besatzung herauslockten und dabei einige Mann töteten, doch gelang es wieder nicht, die Stadt zu übernehmen.
Mit dem für Zürich und die Habsburger ungünstigen Ausgang des Konflikts blieb die Vorherrschaft der Eidgenossen in den Gemeinen Herrschaften im Aargau bestehen. Die 1415 festgelegten Rechte und Freiheiten wurden von den acht Orten 1450 bestätigt und 1474 verzichtete Herzog Sigmund in der Ewigen Richtung und 1511 Kaiser Maximilian I. in der Erbeinung auf alle Ansprüche.